# 西川村 (新潟県西蒲原郡)
西川村（にしかわむら）は、かつて新潟県西蒲原郡にあった村。1901年11月1日の合併によって消滅し、現在は新潟市西蒲区の一部となっている。
以下の記述は合併直前当時の旧西川村に関しての記述であり、現在では名称等が異なる場合がある。なお、ここに記述されていない内容に関しては新潟市などの記事を参照。

## 沿革
- 1889年（明治22年）4月1日 - 町村制施行に伴い西蒲原郡羽田村、平野村古新田、中島新田村、西汰上村、下山村、川崎郷屋村、鱸郷屋村が合併し、西川村が発足。
- 1901年（明治34年）11月1日 - 西蒲原郡鎧郷村と合併し、鎧郷村を新設して消滅。

## 地域
西川村は、合併した村名を継承する以下の大字で構成される。
西汰上（にしよりあげ）

1889年（明治22年）まであった西汰上村の区域。現在の新潟市西蒲区西汰上。
川崎（かわさき）
1889年（明治22年）まであった川崎郷屋村の区域。現在の新潟市西蒲区川崎。
下山（しもやま）

1889年（明治22年）まであった下山村の区域。現在の新潟市西蒲区下山。
魲（すずき）
1889年（明治22年）まであった鱸郷屋村の区域。現在の新潟市西蒲区魲。
羽田（はねだ）

1889年（明治22年）まであった羽田村の区域。現在の新潟市西蒲区羽田。
中島（なかじま）

1889年（明治22年）まであった中島新田村の区域。現在の新潟市西蒲区中島。
平野（ひらの）

1889年（明治22年）まであった平野村古新田の区域。現在の新潟市西蒲区平野。